# Ácido hidroxicítrico

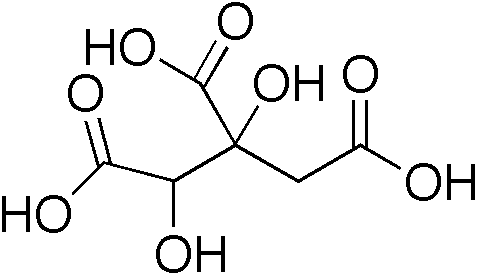
Estructura de la molécula de ácido hidroxicítrico.

El ácido hidroxicítrico está presente en un 50% en la corteza seca del fruto de la Garcinia cambogia, siendo la planta que más ácido hidroxicítrico posee. Este ácido tiene mucha similitud con los ácidos presentes en otras frutas cítricas, pero el ácido hidroxicítrico tiene su principal mecanismo de acción en limitar la transformación de carbohidratos en grasas por la inhibición de la enzima ATP-citrato liasa que convierte el citrato en ácidos grasos y colesterol, primer paso para la síntesis de grasas.
El bloqueo o inhibición de la ATP-citrato liasa por el ácido hidroxicítrico tiene como consecuencia el aumento de la síntesis del glucógeno en el músculo y en el hígado. Al aumentar las reservas de glucógeno se produce saciedad y menor consumo de comida por lo que podría servir para perder peso, siendo un producto natural que tiene como ventajas no activar el sistema nervioso central como otros anorexígenos, no interfiriendo en el sueño, ni en la frecuencia cardíaca ni en la presión arterial, sin producir nerviosismo.
El ácido hidroxicítrico (conocido en la bibliografía como HCA de su acrónimo en inglés) es un complemento alimenticio que podría ser útil en deportistas porque obtienen mayor reserva de energía en forma de glucógeno, con efecto saciante, suprimiendo el apetito, evitando que los hidratos de carbono se conviertan en grasas y su acumulación indeseable en el cuerpo. En pruebas con animales de laboratorio se han obtenido resultados que corroboran este potencial para modular el metabolismo de los lípidos;
Un isómero del ácido Hidroxicítrico, conocido como(2S,3R)-HCA, inhibe la enzima pancreática alfa-amilasa y la enzima intestinal alfa--glucosidasa, lo que da lugar a una reducción del metabolismo de los Hidratos de Carbono. in vitro.
Un estudio con ratas de laboratorio genéticamente predispuestas para la obesidad, extractos de Garcinia cambogia que contenía HCA mostró que a altas dosis daban lugar a una significativa supresión de la acumulación de grasa epididimal , pero también causó destacada atrofia testicular y toxicidad. Sin embargo, este estudio ha sido criticado por la posible contaminación del HCA utilizado y varios defectos de diseño.
Existen otras referencias sobre la hepatotoxicidad aguda del ácido hidroxicítrico, aunque actualmente se encuentran en vigilancia.